# Deutsche Beachhandball-Meisterschaften 1999/Frauen
Das Turnier der Frauen der Deutsche Beachhandball-Meisterschaften 1999 waren nach drei Jahren inoffizieller Meisterschaften die erste offiziell vom Deutschen Handballbund ausgerichtete Deutsche Meisterschaft im Beachhandball. Es wurde parallel zum Turnier der Männer ausgetragen.
Die Teilnehmer der Meisterschaft qualifizierten sich dafür über eine vorgeschaltete Reihe von Turnieren, der DHB-Beachhandball-Masters-Serie, in der je nach Erfolgen Punkte gesammelt werden konnten. Am Ende qualifizierten sich 17 Frauenmannschaften. Austragungsort war das VGH Stadion am Meer in Cuxhaven-Duhnen.
Den ersten offiziellen Meistertitel gewannen die Frauen vom MTV Wisch, zwei Jahre zuvor schon inoffizieller Vizemeister, gegen die SG Bensheim-Auerbach. Den dritten Platz sicherte sich der TS Wolmertshausen (später bekannt unter dem Mannschaftsnamen XXS-Team Bremen), bei der ersten inoffiziellen Meisterschaft 1996 Titelträger gegen die Die Schtrandperlscher der TSG Münster, die bei den Männern den ersten offiziellen Titel gewann.

## Spielgruppen
| Gruppe 1                      | Gruppe 2            | Gruppe 3           | Gruppe 4               |
| ----------------------------- | ------------------- | ------------------ | ---------------------- |
| Die Schtrandperlscher Münster | Ashausen            | TV Großlangheim    | Happy Hippo Allensbach |
| SG Bensheim-Auerbach          | Towanda             | MTV Wisch          | Gwynth Smith Köln      |
| Tigerteam Stuttgart           | TS Wolmertshausen   | TSG Adler Dielfen  | Just for Fun           |
| Holzbein Kiel                 | Sand Schicksen Verl | Sandwitches Berlin | TV Möglingen           |
|                               |                     |                    | TuS Metzingen          |

## Finalrunde
Spiel um Platz 3
|  | TS Wolmertshausen | – | Die Schtrandperlscher Münster | 2:0 (16:14, 13:12) |

Finale
|  | MTV Wisch | – | SG Bensheim-Auerbach | 2:0 (14:8, 14:13) |

## Platzierungen in der Masters-Serie und in der Meisterschaft
| Nation                        | Masters-Serie | Meisterschaft |
| ----------------------------- | ------------- | ------------- |
| MTV Wisch                     | 04            | 01            |
| SG Bensheim-Auerbach          | 02            | 02            |
| TS Wolmertshausen             | 06            | 03            |
| Die Schtrandperlscher Münster | 08            | 04            |
| Just for Fun                  | 01            | 05            |
| Happy Hippo Allensbach        | 07            | 06            |
| Sandwitches Berlin            | 10            | 07            |
| Sand Schicksen Verl           | 03            | 08            |
| Holzbein Kiel                 | 11            | 09            |
| Towanda                       | 09            | 10            |
| Tigerteam Stuttgart           | 13            | 11            |
| Gwynth Smith Köln             | 17            | 12            |
| Ashausen                      | 14            | 13            |
| TuS Metzingen                 | 16            | 14            |
| TSG Adler Dielfen             | 15            | 15            |
| TV Großlangheim               | 05            | 16            |
| TV Möglingen                  | 12            | 17            |